# Kak (album)
Kak è l'unico disco dei Kak, pubblicato dalla Epic Records nel 1969.

## Tracce
Lato A
1. HCO 97658 – 1:35 (Gary L. Yoder, Gary Grelecki, Joseph Damrell, Dehner Patten, Chistopher Lockheed)
2. Everything's Changing – 4:02 (Gary L. Yoder, Gary Grelecki)
3. Electric Sailor – 3:04 (Dehner Patten, Joseph Damrell, Gary L. Yoder)
4. Disbelievin' – 3:56 (Gary L. Yoder)
5. I've Got Time – 3:37 (Gary L. Yoder)
6. Flowing By – 3:55 (Gary L. Yoder, Gary Grelecki)

Durata totale: 20:09
Lato B
1. Bryte 'N' Clear Day – 3:45 (Gary Grelecki, Gary L. Yoder)
2. Trieulogy – 8:11
3. Lemonaide Kid – 6:00 (Gary L. Yoder)

Durata totale: 17:56
Edizione CD del 1999 dal titolo Kak-Ola, pubblicato dalla Big Beat Records (CDWIKD 187)
1. HCO 97658 – 1:40 (G. L. Yoder, G. Grelecki, J. Damrell, D. Patten, C. Lockheed)
2. Everything's Changing – 4:07 (G. L. Yoder, G. Grelecki)
3. Electric Sailor – 3:08 (D. Patten, J. Damrell, G. L. Yoder)
4. Disbelievin' – 4:00 (G. L. Yoder)
5. I've Got Time – 3:41 (G. L. Yoder)
6. Flowing By – 3:58 (G. L. Yoder, G. Grelecki)
7. Bryte 'N' Clear Day – 3:47 (G. Grelecki, G. L. Yoder)
8. Trieulogy: (I) Golgotha (II) Mirage (III) Rain – 8:12 (G. L. Yoder, G. Grelecki)
9. Lemonaide Kid – 5:56 (G. L. Yoder)
10. Rain – 2:06 (G. L. Yoder, G. Grelecki) – Bonus Track - Single Version
11. Everything's Changing – 2:54 (G. L. Yoder, G. Grelecki) – Bonus Track - Previously Unissued Acoustic Demo
12. I've Got Time – 2:06 (G. L. Yoder) – Bonus Track - Previously Unissued Acoustic Demo
13. Medley: Bye Bye / Easy Jack – 4:14 (G. L. Yoder) – Bonus Track - Previously Unissued
14. Bryte 'N' Clear Day – 6:10 (G. L. Yoder, G. Grelecki) – Bonus Track - Previously Unissued Acoustic Live Version
15. Medley: Mirage / Rain – 5:53 (G. L. Yoder, G. Grelecki) – Bonus Track - Previously Unissued Acoustic Live Version
Gary Lee Yoder
16. When Love Comes In – 2:50 (Gary Lee Yoder) – Bonus Track - Previously Unissued
17. I Miss You – 3:59 (Gary Lee Yoder) – Bonus Track - Previously Unissued
18. Lonely People Blues – 4:16 (Gary Lee Yoder) – Bonus Track - Previously Unissued
19. Flight from the East – 4:13 (Gary Lee Yoder) – Bonus Track
20. Good Time Music – 2:20 (Gary Lee Yoder) – Bonus Track

Durata totale: 79:30

## Musicisti
- Gary L. Yoder - voce solista, chitarra ritmica, chitarra acustica
- Dehner Patten - chitarra solista, voce
- Joseph Damrell - basso, sitar, tamburello, voce
- Christopher Lockheed - batteria, tabla, clavicembalo, maracas, voce